# Schizocharis newbyi
Schizocharis newbyi är en stekelart som beskrevs av Kerrich 1969. Schizocharis newbyi ingår i släktet Schizocharis och familjen finglanssteklar.
Artens utbredningsområde är Nigeria. Inga underarter finns listade i Catalogue of Life.